# Diodia froesii
Diodia froesii är en måreväxtart som beskrevs av Dimitri Sucre Benjamin. Diodia froesii ingår i släktet Diodia och familjen måreväxter. Inga underarter finns listade i Catalogue of Life.